# Choucador à tête pourprée
Hylopsar purpureiceps
Espèce
Synonymes
- Lamprocolius purpureiceps Verreaux & Verreaux, 1851[1]
- Lamprotornis purpureiceps (Verreaux & Verreaux, 1851)[2]

Statut de conservation UICN

 LC  : Préoccupation mineure
Le Choucador à tête pourprée (Hylopsar purpureiceps) est une espèce d'oiseaux de la famille des Sturnidae. Son aire s'étend du Bénin à travers l'Afrique centrale, jusqu'en Ouganda.

## Systématique
L'espèce Hylopsar purpureiceps a été décrite pour la première fois en 1851 par les frères Jules (1807-1873) et Édouard Verreaux (1839-1926) sous le protonyme Lamprocolius purpureiceps.